# Verona (Pennsylvania)
Verona  è una borough degli Stati Uniti d'America, nella contea di Allegheny nello Stato della Pennsylvania. Secondo il censimento del 2000 la popolazione è di 3.124 abitanti.

## Società

### Evoluzione demografica
La composizione etnica vede una prevalenza della razza bianca (95,77%) seguita da quella afroamericana (3,07%), dati del 2000.
| borough di Verona Popolazione |       |
| 1900                          | 1.904 |
| 2000                          | 3.124 |
| Stima al 01-07-07             | 2.864 |